# Droga Cienia
Droga cienia (ang. The Way of Shadows) – pierwsza z trylogii Nocny Anioł książka fantasy wydana w 2009 roku przez amerykańskiego pisarza Brenta Weeksa. Przedstawia losy młodego chłopaka o imieniu Merkuriusz i początkach jego pracy jako siepacz - morderca.

## Fabuła
Chłopiec - sierota jest świadkiem zabójstwa dokonanego przez zawodowego mordercę Durzo Blinta. Ta chwila zadecydowała o jego dalszej drodze życiowej, gdzie jako Kylar Stern zostaje szkolony na zabójcę, dba o swoją okaleczoną przyjaciółkę oraz napotyka na wiele przygód i wyzwań. 

## Postacie

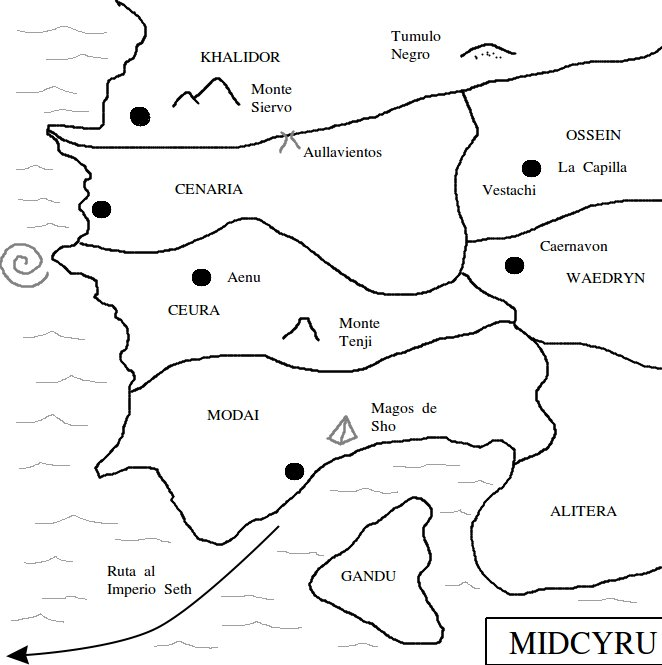
Midcyru

- Merkuriusz (Kylar Stern)
- Durzo Blint
- Mama K (Gwinvere Kirena)
- Logan Gyre
- Hrabia Drake
- Laleczka (Elene Cromwyll)
- Roth Ursuul (Szczur)
- Brant Agon
- Jarl
- Regnus Gyre
- Catrinna Gyre
- Neph Dada
- Garoth Ursuul
- Dorian Ursuul
- Vonda Kirena
- Viridiana Sovari

## Siepacze
- Kylar Stern - uczeń najlepszego siepacza w Cenarii, Durzo Blinta. Jest posiadaczem czarnego ka'kari, zwanego Pochłaniaczem lub Pożeraczem. Uruchomiło ono jego Talent, umożliwiając także m.in. stanie się niewidzialnym czy wchłanianie magi.
- Vi Sovari - piękna, rudowłosa siepaczka-uczennica drugiego najlepszego siepacza w mieście Hu Szubienicznika. Jej bronią jest uroda – potrafi rozkojarzyć przeciwnika lub namówić na spotkanie dzięki czemu zabójstwo jest dziecinnie proste. Maltretowana przez swojego mistrza, do którego dołączyła z powodu swojej matki.
- Durzo Blint - w rzeczywistości Acaleus Thorne, najlepszy siepacz na świecie. Jego glore vyrden jest potężne, a czarne ka'kari dodatkowo wzmacnia jego Talent, mimo że go opuściło. Bliski przyjaciel cesarza Jorsina Alkestesa.
- Hu Szubienicznik - mistrz Vi potrafi być niebezpieczny i sadystyczny (dowodem jest włamanie się do rezydencji Gyre’ów). Mimo iż stale wmawia innym, że jest najlepszym siepaczem w Cenarii, boi się zaatakować samego Blinta.